# Deux hommes tout nus
Deux hommes tout nus est une pièce de théâtre de Sébastien Thiéry créée en 2014 au théâtre de la Madeleine dans une mise en scène de Ladislas Chollat.

## Argument
Alain Kramer, associé dans un grand cabinet d'avocats, marié et fidèle, se réveille nu à côté de l'un de ses employés fiscalistes, lui aussi nu.

## Distribution
2014
- François Berléand : Alain Kramer
- Isabelle Gélinas
- Sébastien Thiéry
- Élise Diamant

2016
Marie Parouty remplace Élise Diamant

## Captation
La pièce a fait l'objet d'une captation et d'une diffusion en direct sur France 2 qui a réuni 3 844 000 spectateurs.

## Accueil
Gilles Renault pour Libération décrit la pièce comme  une « comédie de mœurs minée, [qui] ne vaut pas tant pour ses saillies explicitement humoristiques - pas toujours du plus grand raffinement - que pour les zones d'ombre qu'il instille dans la vie d'Alain Kramer ». Sophie Jouve pour France Info qualifie la pièce de « réussite ».